# Héctor Robles
Héctor Rosendo Robles Fuentes (nascut a Santiago de Xile el 7 de setembre del 1971) fou un futbolista professional xilè.
Fou jugador de Palestino, Santiago Wanderers i Coquimbo Unido i internacional amb Xile. Posteriorment ha estat entrenador.